# Pier Giorgio Perotto
Pier Giorgio Perotto, né le 24 décembre 1930 à Turin et mort le 23 janvier 2002 à Gênes, est un ingénieur italien, diplômé de l'École polytechnique de Turin en 1952. Il enseigne pendant de nombreuses années dans la même université piémontaise où il même des recherches dans le domaine de l'aérodynamique expérimentale au sein du groupe dirigé par le professeur Carlo Ferrari.
En 1955, il entre au Département Expériences du groupe Fiat à Turin, où il conduit des recherches de mécanique appliquée pour le développement de servo-systèmes et commence à s'intéresser aux  calculateurs. Il inventera et construira le premier calculateur électronique analogique produit en Italie.
En avril 1957, il est recruté par la société italienne Olivetti, le spécialiste italien des machines à calculer analogiques puis électroniques. Il est intégré dans le "Laboratoire de Recherches Électroniques Olivetti" de Pise dirigé par Mario Tchou. L'objet de la recherche confiée au laboratoire est la conception et la mise au point de la “machine zéro”, c'est-à-dire le prototype de l’Olivetti Elea 9003, le premier calculateur électronique réalisé en Italie. Le jeune Perotto se voit confier un autre projet important, le développement d'un dispositif électronique capable de convertir les bandes perforées, utilisées par toute la nouvelle génération de machines comptables Olivetti, en fiches perforées, nouveau support plus adapté pour l’entrée des données sur les futures machines électroniques comme l’Elea. Il va réaliser rapidement cette mission et la machine qu'il a réalisée est exposée à la Foire de Milan en 1958. La production du modèle Olivetti CBS (convertisseur bandes/fiches) est immédiatement lancée.
Au printemps 1962 Perotto, qui jouissait de la confiance de Roberto Olivetti, patron de la société, disposait d'une grande liberté d'action. Il se lance dans l'étude d'un nouveau projet : une machine individuelle pour l'élaboration des données et dont les dimensions soient suffisamment réduites pour être présente dans chaque bureau. Il voulait réaliser une machine programmable, avec une mémoire, flexible et simple à utiliser. En fait, il s'était fixé le cahier des charges pour un micro-ordinateur. Alors que la nouvelle direction d'Olivetti trouvant la branche électronique pas suffisamment rentable, ouvrait le capital de sa filiale Olivetti Divisione Elettronica en créant une nouvelle société Olivetti-General Electric (OGE) dont General Electric détenait 75%. Tout le personnel de la Division fut transféré sauf Perotto qui restera avec quelques collaborateurs, va poursuivre la mise au point de son prototype et, à la fin de l'année 1964, présente, en interne, le prototype connu sous le nom de "Perottina" qui deviendra la Programma 101 (P101).
Il est également l'auteur de nombreux livres et articles de stratégie, d'organisation d'entreprise et d'informatique.

## Projet Olivetti «Programma 101»

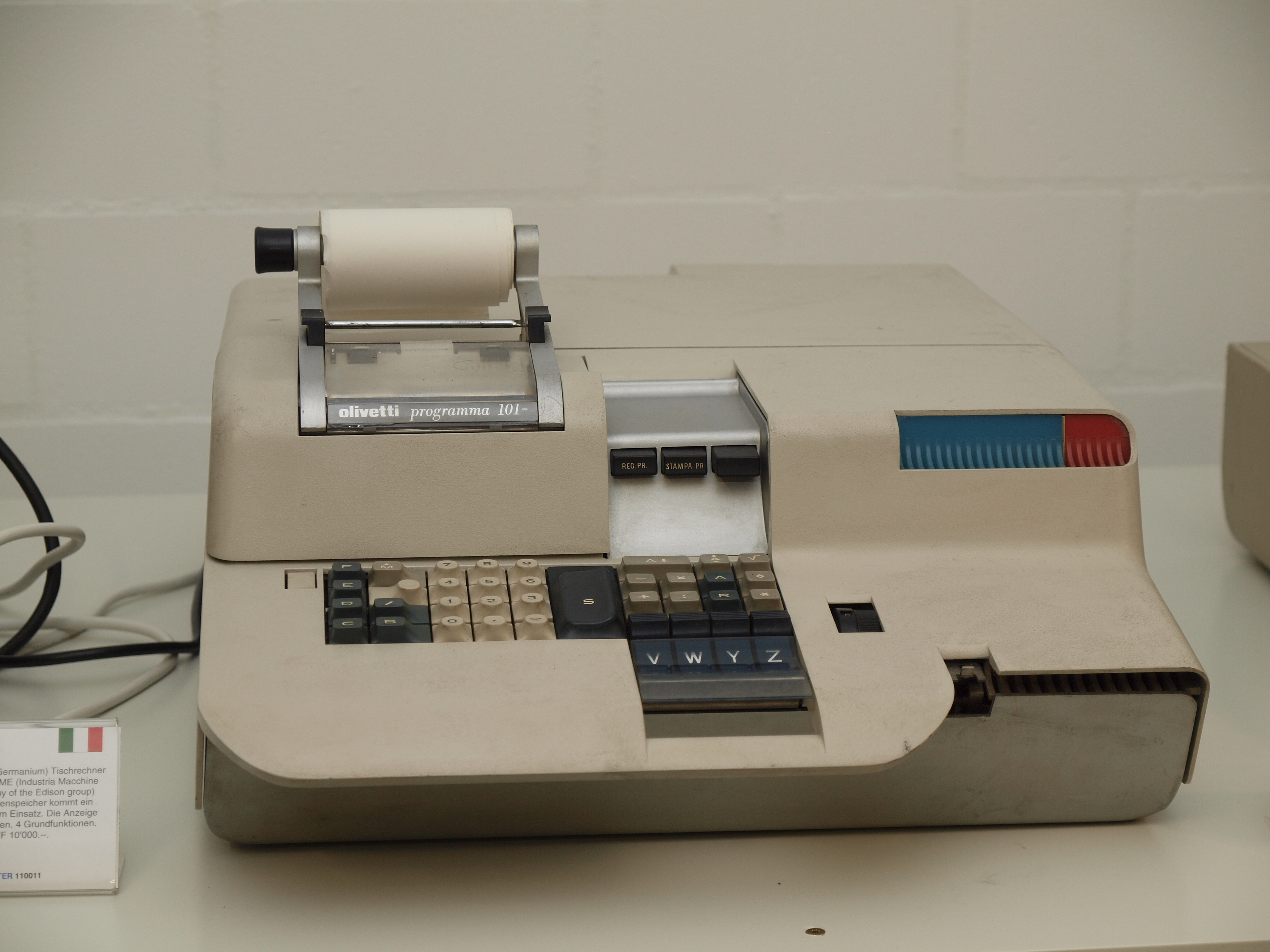
Vue avant de la Programma 101, en exposition au Museum Enter à Soleure Suisse.

Pier Giorgio Perotto eut une grande notoriété pour avoir conçu, pour la société Olivetti, la Programma 101, connue  aussi comme « Perottina », et présentée en 1964 à la Foire internationale de New York 1964-1965 (BEMA). C'était une calculatrice programmable, adaptée aux exigences de l’usine et du bureau. Sa machine fut mise en vente par Olivetti en 1965 et fut produite en 44 000 exemplaires dont 90 % vendues aux Etats-Unis au prix de 3.200 US$
Il disait : « Je rêvais d’une machine amicale à qui déléguer des opérations qui sont cause de fatigue mentale et de fautes, une machine qui sût apprendre et puis exécuter docilement, qu’elle emmagasinât des données et instructions simples et intuitives dont l’usage soit à la portée de tous, qu'elle coûtât peu et qu’elle eut aussi les dimensions des autres produits pour bureau auquel on était habitué. Je devais créer un nouveau langage, pour qu'on n'eût pas besoin de l'interprète en blouse blanche. »
Considéré comme le premier ordinateur de bureau à programmation mémorisée et par certains comme le premier micro-ordinateur, l'Olivetti P101 a été utilisée par la NASA pour la mission Apollo 11 Pour la P101, il a également conçu les cartes magnétiques,
La NASA a acquis 10 exemplaires de l'Olivetti Programma 101 pour calculer l'alunissage d'Apollo 11 sur la Lune

« Pour Apollo 11, nous avions un ordinateur de bureau appelé Olivetti Programma 101. C'était une sorte de supercalculateur de très petite dimension, environ 60 cm de long, 45 cm de large et 26 cm de hauteur. Il ajoutait, soustrayait, multipliait et divisait, et en plus il mémorisait toutes les séquences et les enregistrait sur une carte magnétique, une bande magnétique d'environ 24 cm de long et 7 cm de large. Donc, vous pouviez écrire une séquence, une séquence de programmation, et la charger là-dedans et, si vous le vouliez - l'antenne à gain élevé du module lunaire n'étant pas intelligente, elle ne savait pas où se trouvait la Terre. [...] Nous avions à exécuter quatre programmes distincts sur cette Programma 101 [...] »

— David W. Whittle, 2006

## Carrière antérieure
Il a été, depuis sa fondation, président et administrateur délégué d'Elea SpA, et précédemment, de 1967 à 1978 il avait été Directeur Général des projets et des recherches d’Olivetti, rôle pour lequel il fut protagoniste de la grande transformation de la multinationale d’Ivrea, depuis l’usine mécanique jusqu’à l’usine électronique et des systèmes. Entre de nombreuses autres activités de Perotto, doivent être rappelées la présidence de Finsa Consulting (Futuro Innovazione Strategie Aziendali) et la vice-présidence de Sogea, école d’organisation et de gestion d'entreprise de Gênes.

## Publications
- ”Manager 2000”, Sperling & Kupfer Editori, 1987
- ”Il darwinismo manageriale”, Edizioni Il Sole 24 ORE, 1988
- ”L'origine del futuro”, Franco Angeli, 1990
- ”Il paradosso dell'economia”, FrancoAngeli, 1993
- ”Cambiare pelle per salvare la pelle”, FrancoAngeli, 1994
- ”Programma 101. L'invenzione del personal computer: una storia appassionante mai raccontata”, Sperling & Kupfer Editori, 1995
- Come fare carriera nelle aziende dell'era digitale. Manuale scandaloso di management, Franco Angeli, 2001